# Santuário das Aparições
O Santuário das Aparições (Santuario das Aparicións em galego e Santuario de las Apariciones em espanhol) ou Santuário do Imaculado Coração de Maria é um santuário mariano localizado em Pontevedra, Espanha. Segundo a Irmã Lúcia, vidente de Fátima, foi aqui que o Menino Jesus e a Virgem Maria lhe apareceram em 1925 e 1926 e, com o Coração rodeado de espinhos, lhe revelaram e pediram a devoção reparadora dos cinco primeiros sábados.
É o terceiro destino de peregrinação mariana mais visitado do mundo, com mais de 12 milhões de visitas registadas até 2022.

## Localização
O santuário está localizado na Rua Sor Lucía, 3, no centro histórico de Pontevedra.

## História
No local onde se encontra o santuário, existia um edifício do início da Idade Média, do qual foram preservados vestígios de cantaria e uma porta murada com relevos decorativos,.
O edifício foi construído em meados do século XVI. No século XIX, o edifício era o palácio da família Arias Teijeiro (António e José, pai e filho), sendo este último um político carlista e ministro universal,.
Em 1918, o Marquês de Riestra alugou-o às irmãs Doroteias, que abriram ali uma escola.
Em 1925, Lúcia dos Santos, uma das três videntes de Fátima, tornou-se uma irmã Doroteia na Galiza. Enquanto estava no seu quarto neste convento em Pontevedra, dois meses após a sua chegada, a 10 de Dezembro de 1925, a Irmã Lúcia teve uma visão do Menino Jesus e da Virgem Maria com o seu coração rodeado de espinhos. A segunda aparição do Menino Jesus teve lugar a 15 de Fevereiro de 1926, no jardim do convento. Em 1927, a Irmã Lúcia escreveu que Nossa Senhora, na aparição de 1925, lhe tinha explicado em que consistia a comunhão dos Primeiros Sábados,.
A Sagrada Comunhão dos Primeiros Sábados consiste em ir à confissão, receber a Sagrada Comunhão todos os primeiros sábados do mês durante cinco meses (em reparação de cinco tipos de blasfêmia), rezar o terço e meditar sobre os seus mistério ,,.
O Papa João Paulo II concedeu-lhe o estatuto de santuário em 2000, por ocasião do 75º aniversário das aparições.
O edifício foi renovado em 2022, com a remodelação do segundo andar e um novo telhado.
O santuário é conhecido como a "Fátima Espanhola".

## Descrição
O edifício religioso, também conhecido como a Casa das Aparições, tem dois andares. A fachada é feita de pedra e apresenta-se num estilo simples. No rés-do-chão, a base em pedra e os arcos de volta perfeita suportados por meias colunas toscanas do século XV que emolduram a porta e as janelas destacam-se.
No interior, há uma capela principal (no rés-do-chão) e uma pequena capela onde o Menino Jesus e a Virgem Maria apareceram à irmã Lúcia, a vidente de Fátima. Há também uma porta murada com um arco canopial do século XVI. No primeiro andar estão os quartos do albergue do convento, que tem 60 camas em diferentes quartos com até quatro camas, e que a Conferência Episcopal vai transformar num albergue de peregrinos. No segundo andar encontra-se a cela onde, segundo a crença cristã, a Virgem Maria apareceu à irmã Lúcia a 10 de Dezembro de 1925.
O edifício tem também um jardim interior onde o Menino Jesus apareceu à Irmã Lúcia a 15 de Fevereiro de 1926. O velho claustro medieval, datado dos finais do século XV, tinha arcos de volta perfeita sustentados por colunas toscanas.

## Galeria

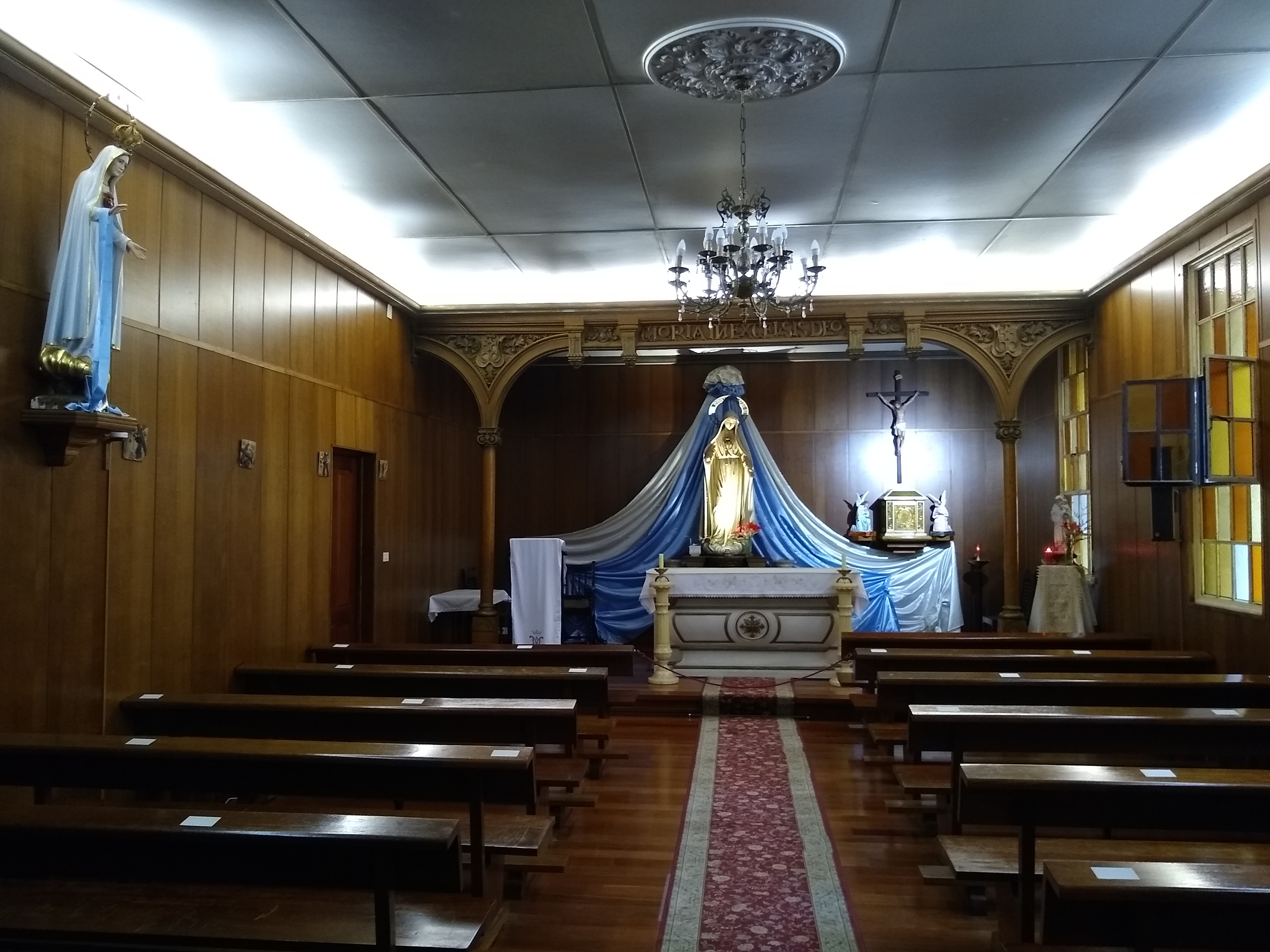
Capela principal do Santuário das Aparições
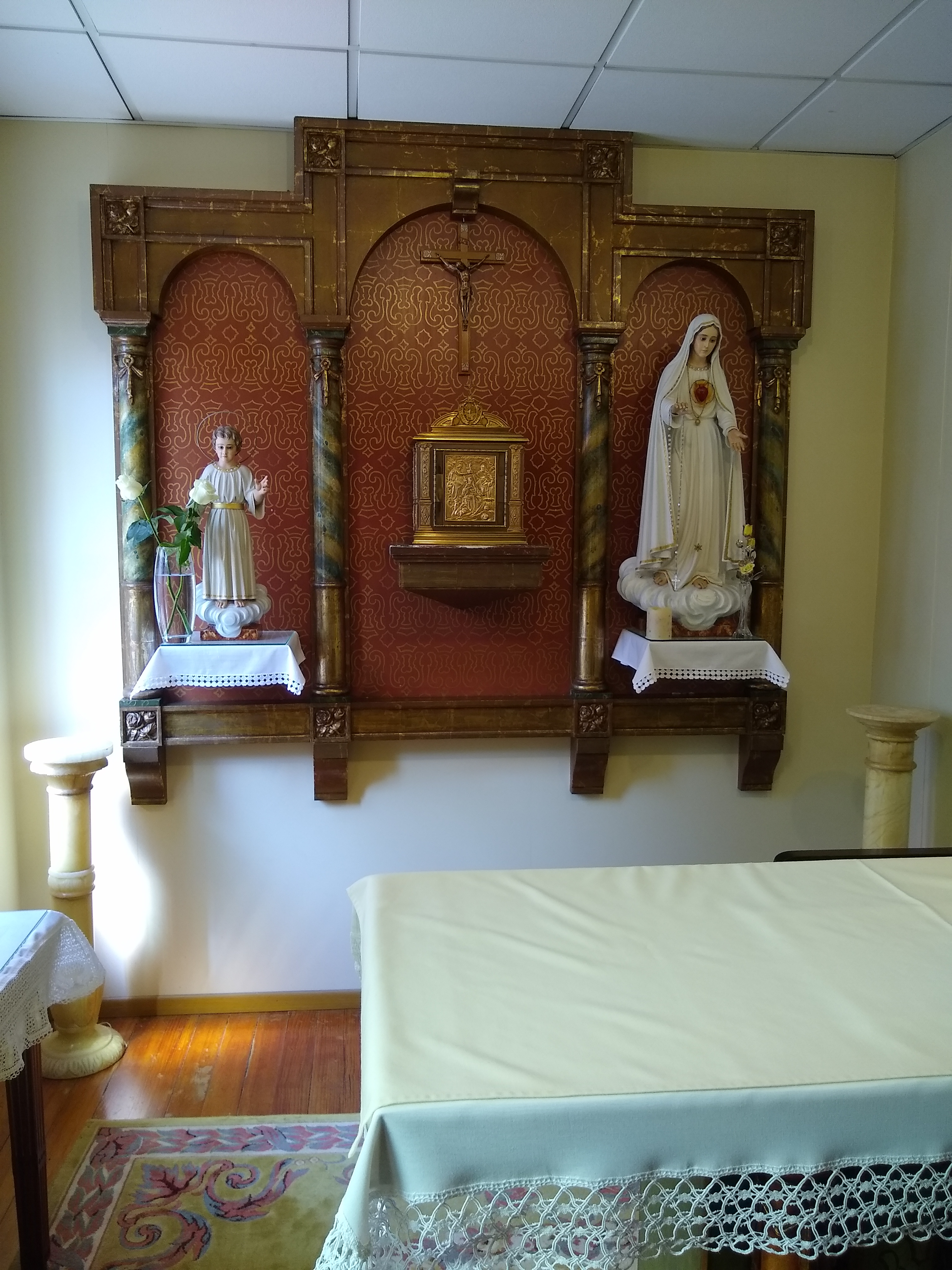
Capela onde ficava o quarto da Irmã Lúcia
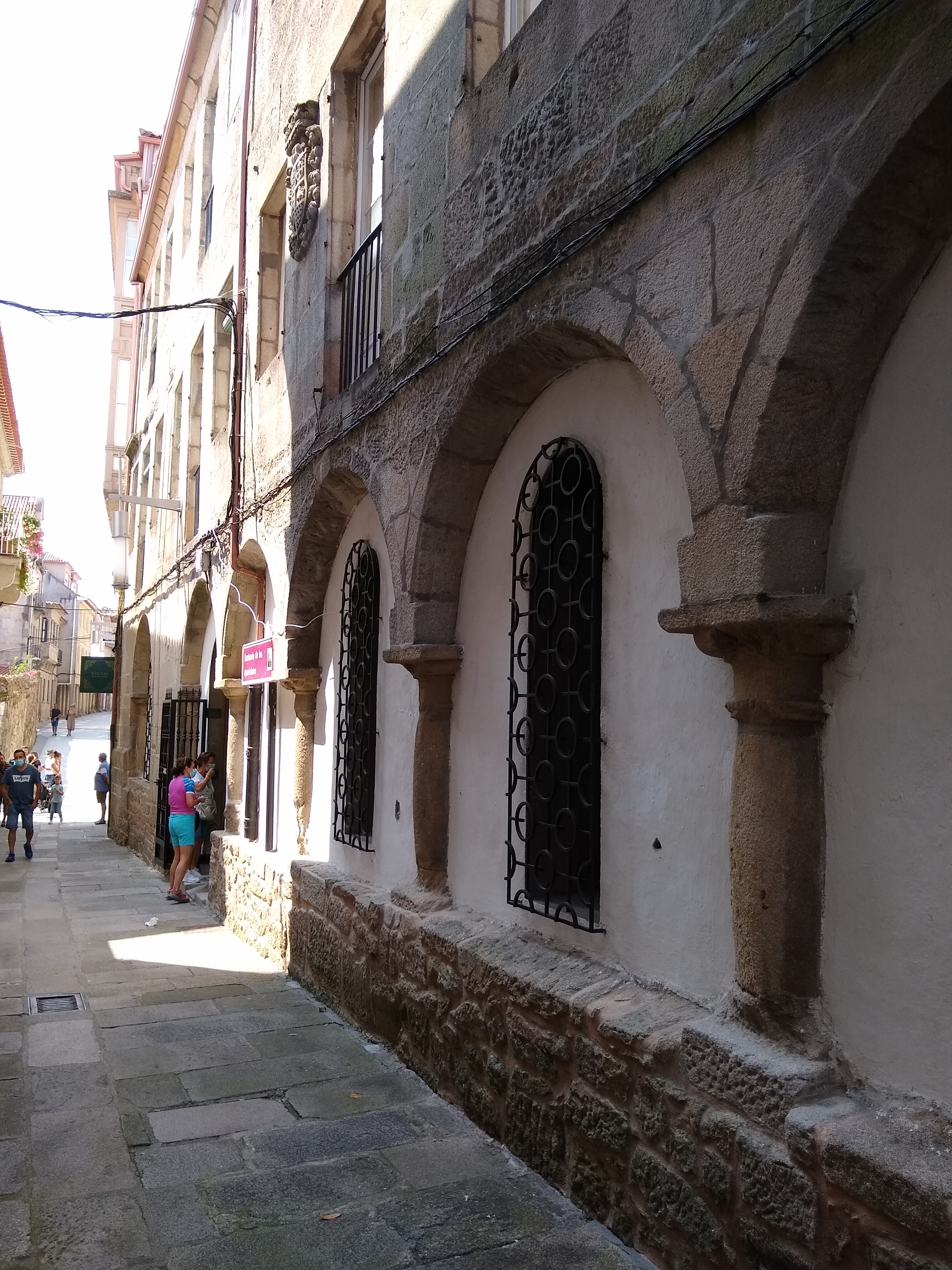
Fachada do Santuário na Rua Sor Lucía
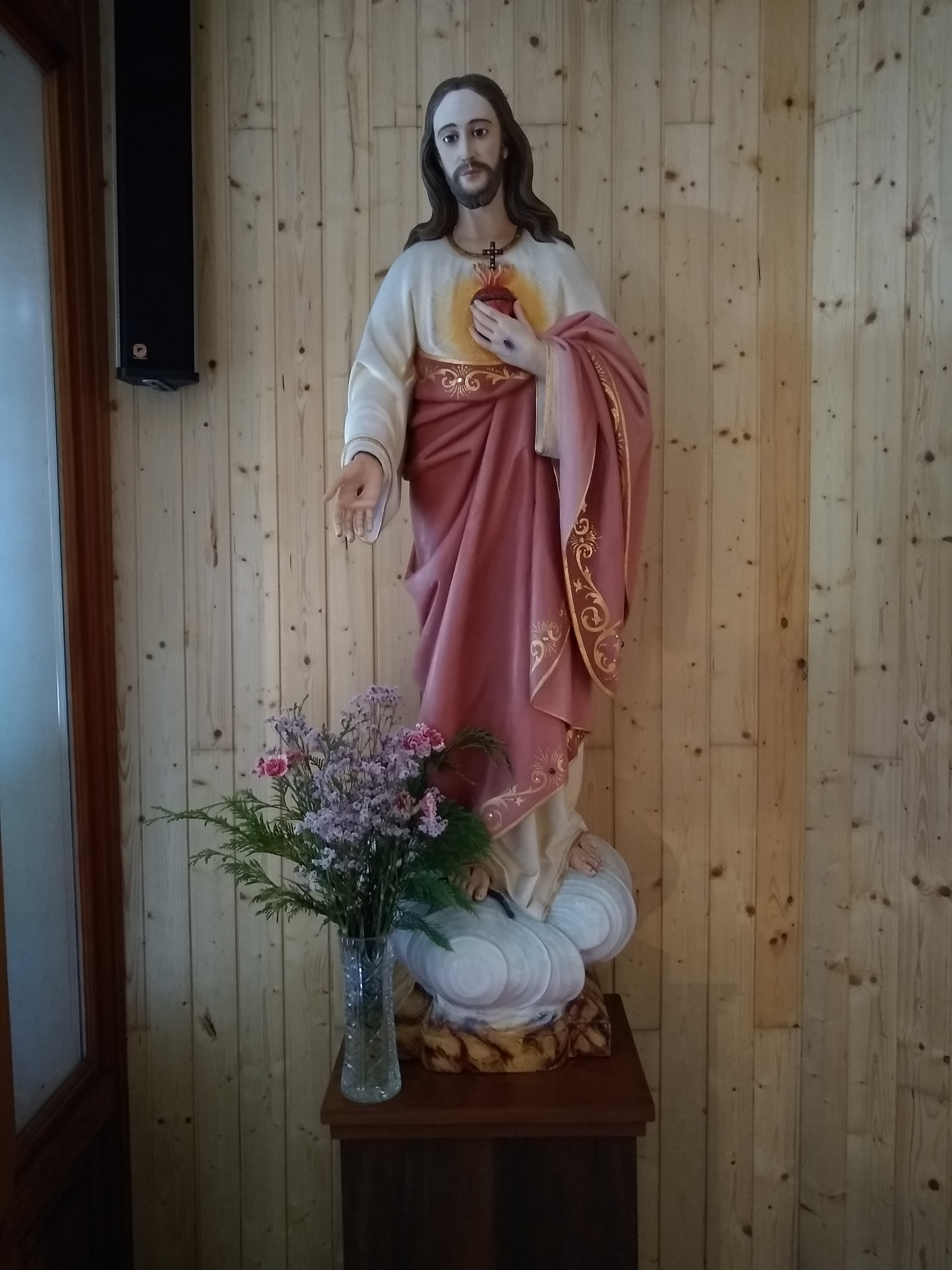
Sagrado Coração de Jesus
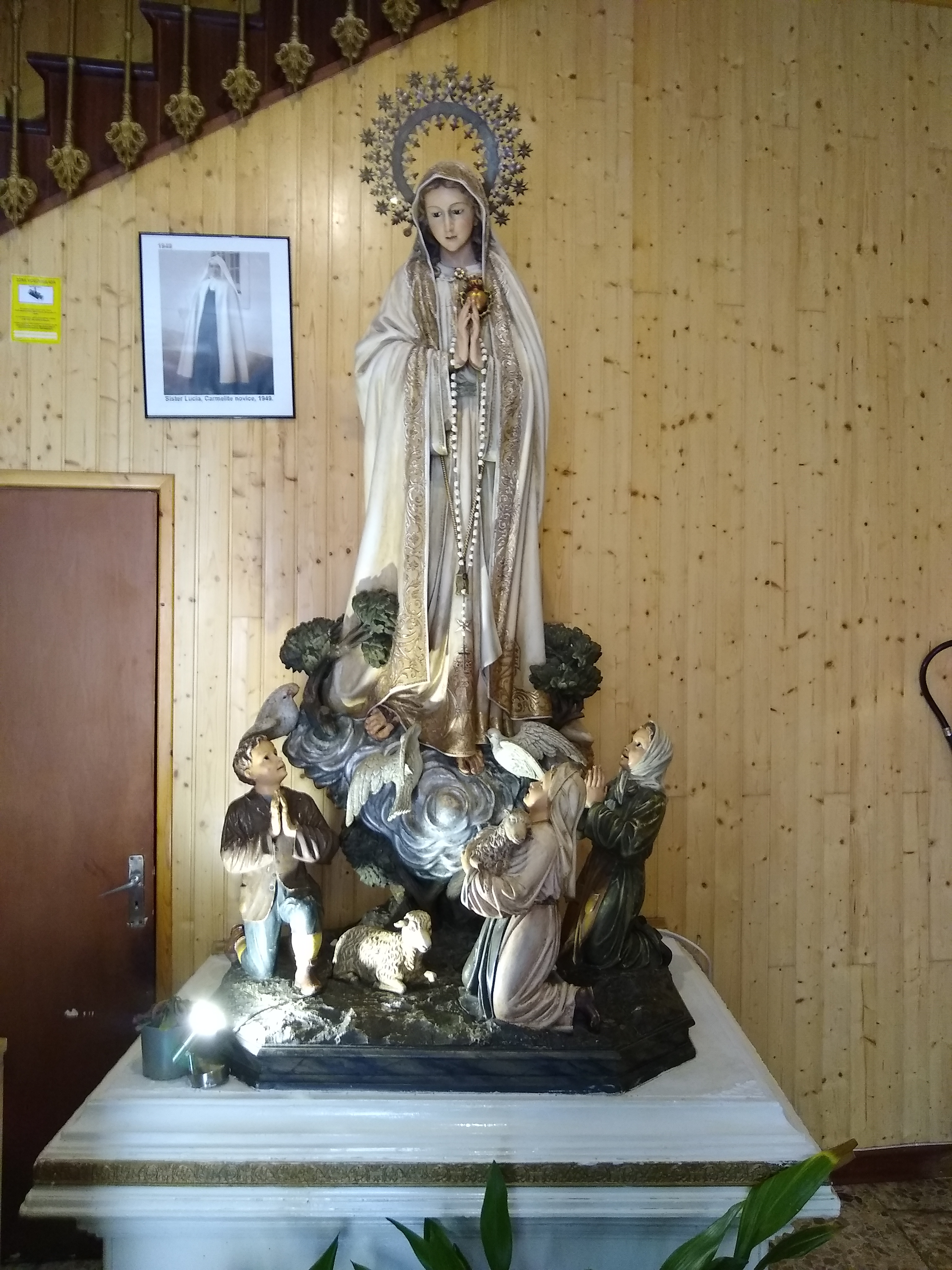
Nossa Senhora de Fátima
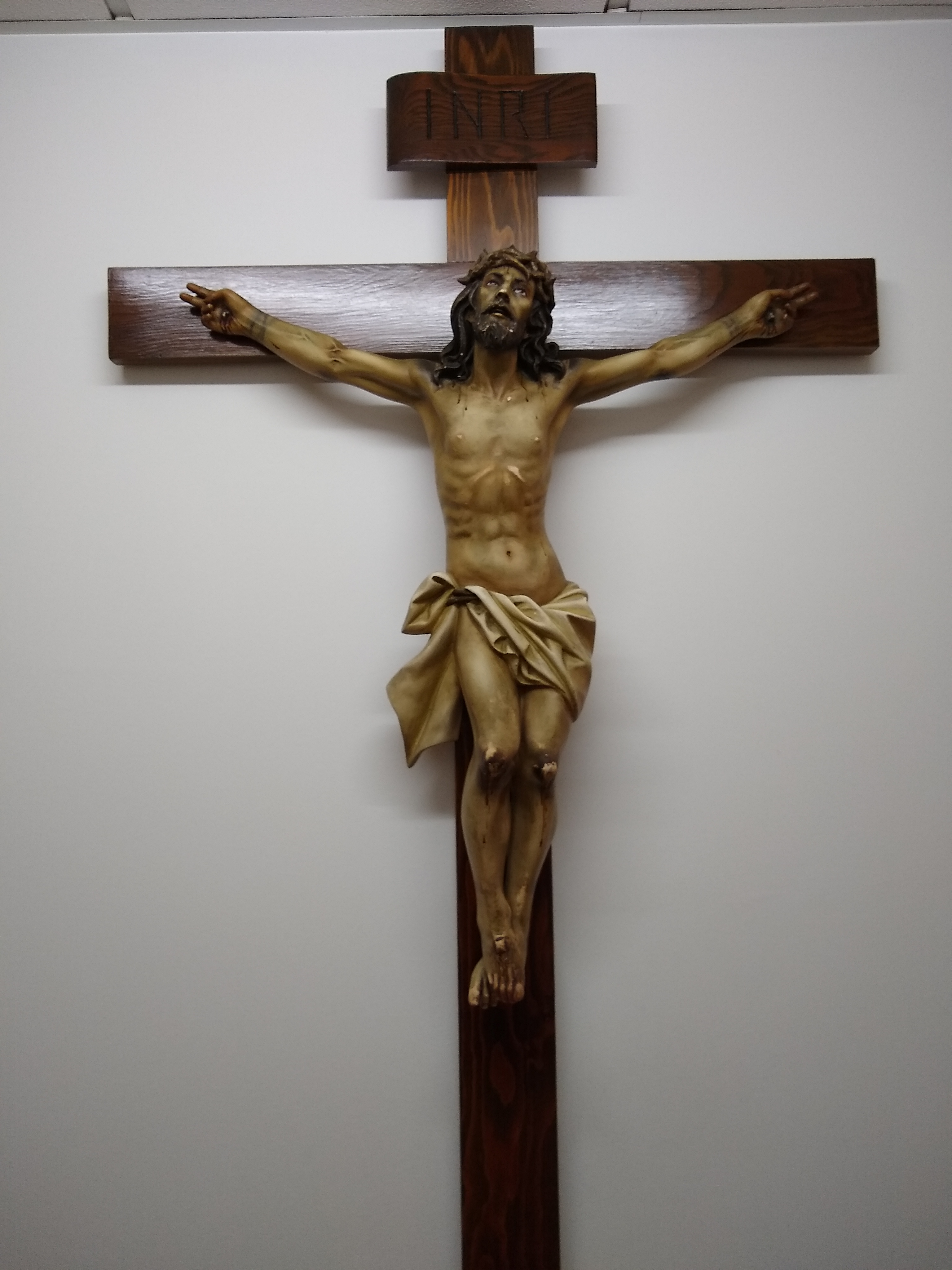
Crucifixo

### Artigos relacionados
- Aparições de Pontevedra
- Aparições de Fátima
- Nossa Senhora de Fátima
- Santuário de Fátima
- Lista de santuários marianos